# Corvulus
Corvulus – przez krótki okres książę Friuli prawdopodobnie w 705 lub 706. Zastąpił Ferdulfa, lecz obraził króla Ariperta II za co został uwięziony i wyłupiono mu oczy. Według Pawła Diakona żył potem w zapomnieniu i wstydzie. Jego następcą został Pemmo. 